# Kobylisy (metrostation)
Kobylisy is een metrostation in Praag aan de lijn C. Het het station, dat in 2004 is geopend, ligt tussen Ládví en Nádraží Holešovice.
Letňany · Prosek · Střížkov · Ládví · Kobylisy · Nádraží Holešovice · Vltavská · Florenc · Hlavní nádraží · Muzeum · I. P. Pavlova · Vyšehrad · Pražského povstání · Pankrác · Budějovická · Kačerov · Roztyly · Chodov · Opatov · Háje